# Aschenbrenner Réka
Aschenbrenner Réka (Veszprém, 1994. március 9. –) válogatott magyar labdarúgó, kapus.

## Pályafutása

### Klubcsapatban
2005-ben a Gizella Veszprémi SE csapatában kezdte a labdarúgást. 2009 nyarán igazolt a Ferencvároshoz, ahol 2010-ben mutatkozott be az élvonalban. 2012 nyarán az FTC megvonta a névhasználati jogot a Belvárosi NLC-tól, így hivatalosan is a BNLC játékosa lett. A 2012–13-as szezon tavaszán már a Hegyvidék SE csapatában játszott.
A szezon végén a Hungária körútra költözött, azonban az MTK-nál nem tudott bemutatkozni ugyanis a Lazio a bajnokság kezdete után bejelentkezett Rékáért, azonban mindössze 3 meccsen lépett pályára.
Az Acese gárdájával kezdte meg a 2014–15-ös Serie B-t és 4 mérkőzésen állhatott csatasorba a veretlen idényt produkáló szicíliai kék-fehéreknél.

### A válogatottban
2014-ben két alkalommal szerepelt a válogatottban.

## Sikerei, díjai

### Klubcsapatokban
Serie B bajnok (1):
- Acese (1): 2014–15

## Statisztika

### Mérkőzései a válogatottban
| Magyarország | Magyarország      | Magyarország | Magyarország  | Magyarország | Magyarország            | Magyarország | Magyarország | Magyarország |
| #            | Dátum             | Helyszín     | Hazai         | Eredmény     | Vendég                  | Kiírás       | Gólok        | Esemény      |
| ------------ | ----------------- | ------------ | ------------- | ------------ | ----------------------- | ------------ | ------------ | ------------ |
| 1.           | 2014. március 9.  | Umag (CRO)   | Magyarország  | 4 – 0        | Egyesült Államok (liga) | Isztria-kupa | -            | 46'          |
| 2.           | 2014. március 11. | Umag (CRO)   | Lengyelország | 1 – 4        | Magyarország            | Isztria-kupa | -            | 46'          |
|              | Összesen          |              |               | 2            | mérkőzés                |              | 0            | gól          |